# NGC 7499
NGC 7499 é uma galáxia lenticular (S0) localizada na direcção da constelação de Pisces. Possui uma declinação de +07° 34' 52" e uma ascensão recta de 23 horas, 10 minutos e 22,3 segundos.
A galáxia NGC 7499 foi descoberta em 2 de Setembro de 1864 por Albert Marth.